# Passaporte da Alemanha Oriental
O passaporte da Alemanha Oriental foi emitido para os cidadãos da ex-República Democrática Alemã (comumente conhecida como Alemanha Oriental) para viagens internacionais. Desde a reunificação da Alemanha, são emitidos passaportes alemães para todos os cidadãos alemães.

## História
De acordo com uma lei de passaporte da Alemanha Oriental em 1957, os cidadãos da Alemanha Oriental precisavam de um visto para viajar para o exterior, incluindo a Alemanha Ocidental e Berlim Ocidental. A pena por fazer uma viagem não autorizada fora da Alemanha Oriental era prisão.
Depois que os cidadãos retornavam de suas viagens, os passaportes precisavam ser entregues.

## Idiomas
Os passaportes continham texto em alemão, francês, inglês e russo. O inglês, no entanto, foi omitido do passaporte após uma revisão em 1988.

## Nota do passaporte
Os passaportes continha uma nota para o efeito que:
O Ministério das Relações Exteriores solicita a todas as autoridades, tanto nacionais como exteriores, que permitam que o portador deste passaporte viaje livremente e que concedam-lhe qualquer proteção e assistência que ele possa precisar.

## Após a reunificação da Alemanha
Após a reunificação em outubro de 1990, o Tratado de Unificação estabeleceu que os passaportes da Alemanha Oriental permaneceriam em vigor até 31 de dezembro de 1995. Após essa data, os passaportes da Alemanha Oriental eram inválidos para identificação e os cidadãos tiveram que usar passaportes alemães.

## Galeria de passaporte

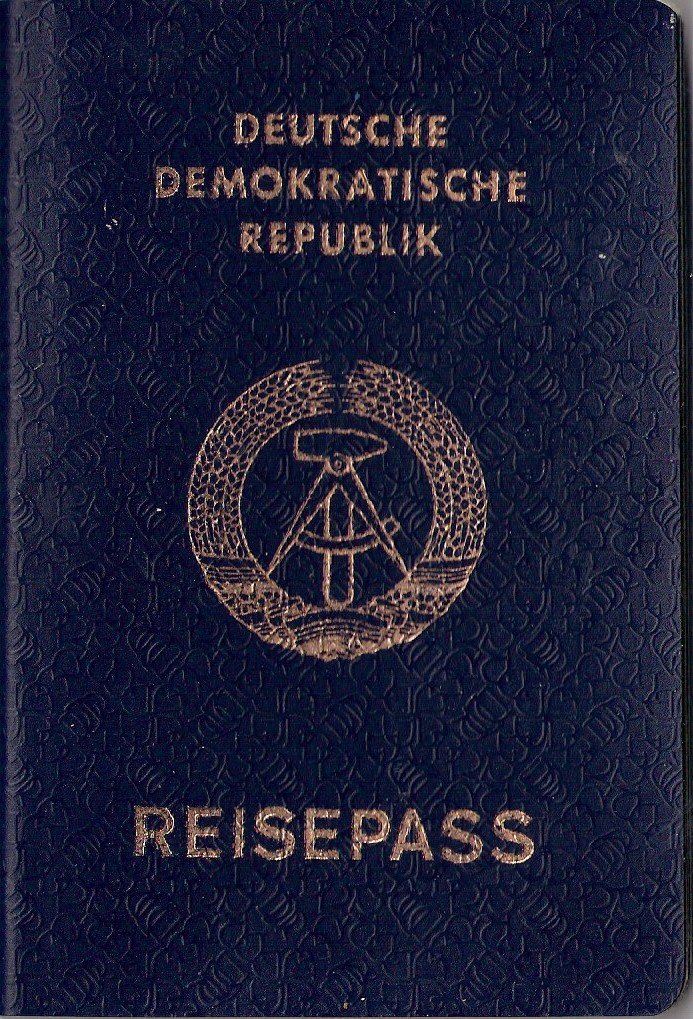
Capa do passaporte
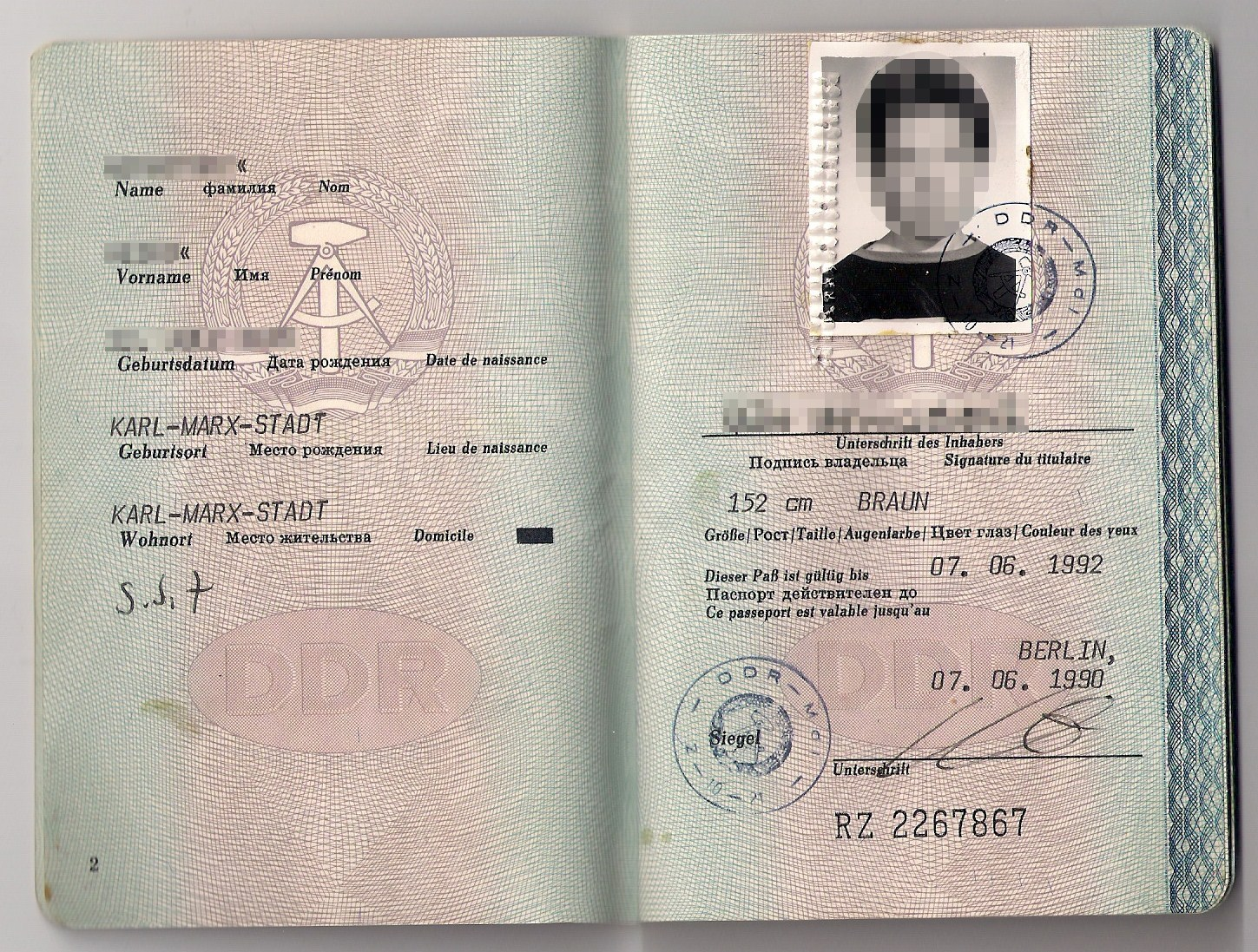
Página de dados
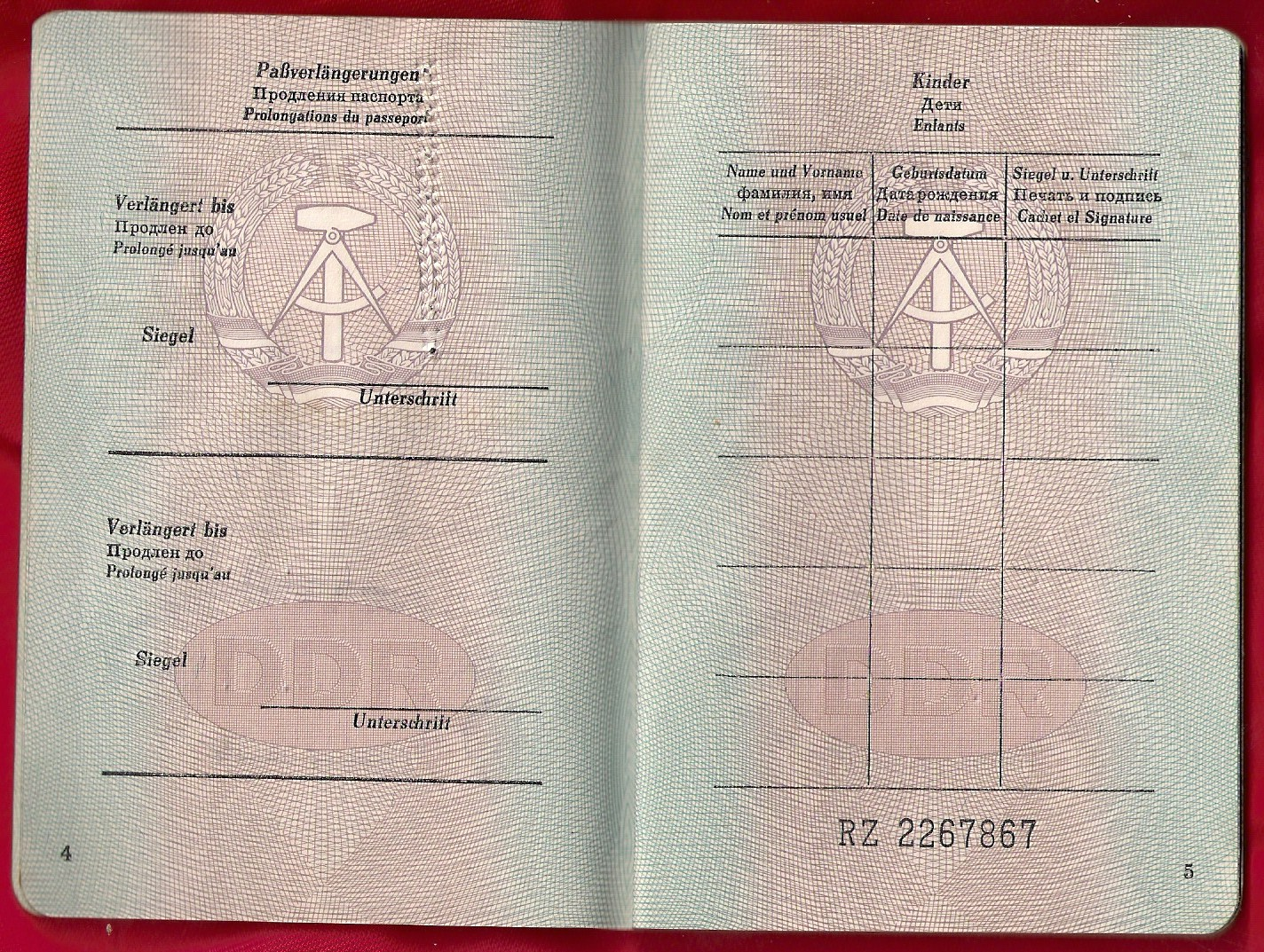
Página de dados com informação dos filhos e prolongação da validade do documento
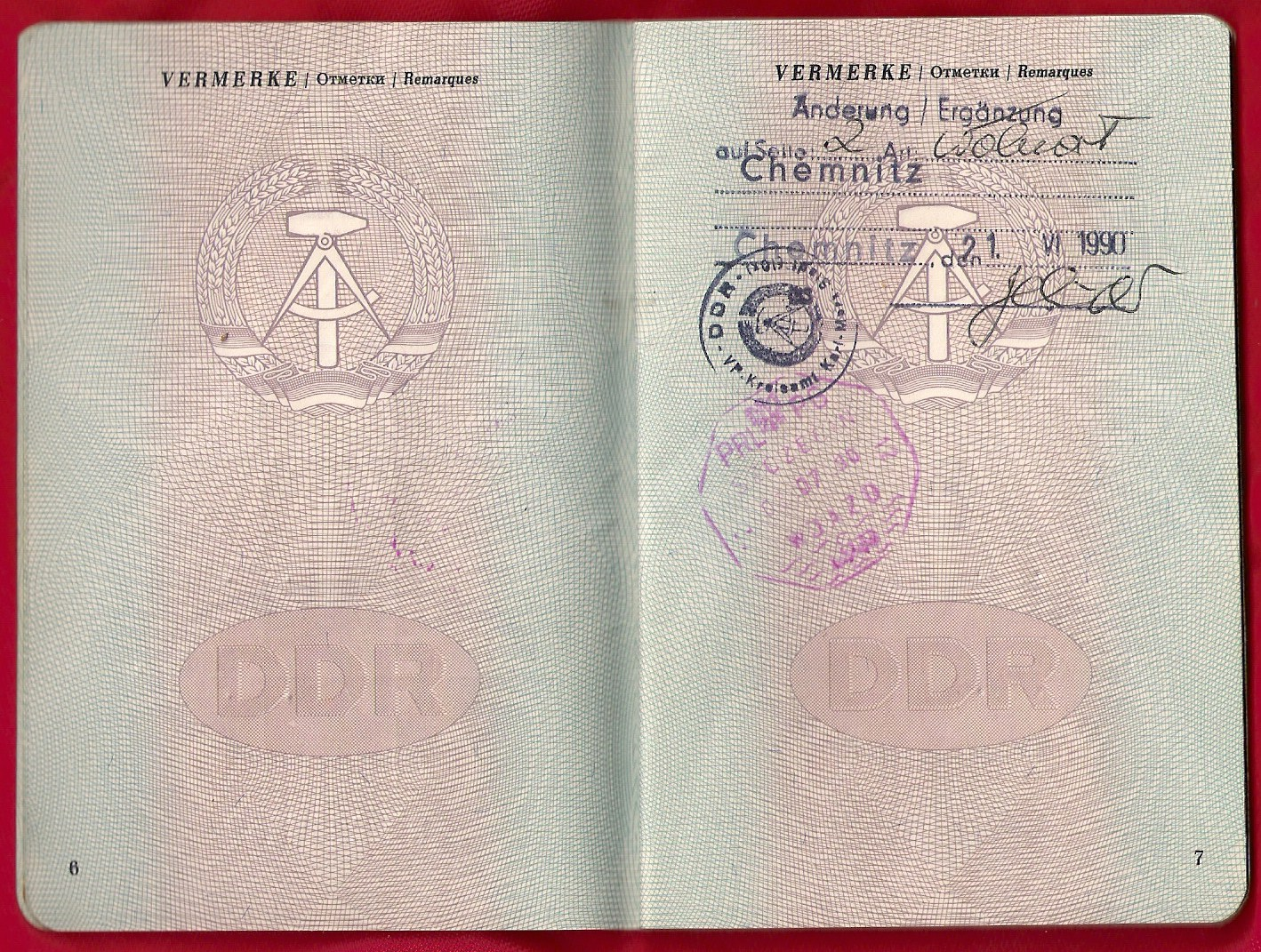
Página de vistos